# The Metropolitan (Rochester)
The Metropolitan, anteriormente conocido como Chase Tower (antes de 2015), y Lincoln First Bank (antes de 1996), es un rascacielos ubicado en la ciudad de Rochester (Estados Unidos). Es el tercer rascacielos más alto de Rochester, con una altura de 119 m. Tiene 27 pisos y fue construido en 1973. El arquitecto encargado de diseñar el edificio fue John Graham & Company. El edificio es único por sus aletas verticales blancas que sobresalen, y que se curvan hacia afuera en la base del inmueble. Este edificio también es conocido por sus rápidos ascensores, que se instalaron en la década de 1970. Estos viajan a 300 metros por minuto. 
The Metropolitan fue renovado en 1987 y en 2015. Tiene 44 066 m² de área bruta, con 39 391 m² de espacio alquilable para oficinas.

## Renovaciones recientes
Los pisos superiores del edificio se convirtieron en apartamentos en 2016.

## Daño a las aletas
Las aletas blancas se hicieron originalmente con revestimientos de paneles de mármol . Sin embargo, en la década de 1980, estos comenzaron a deformarse y aflojarse. Fueron reemplazados por paneles de aluminio pintado.

## Galería

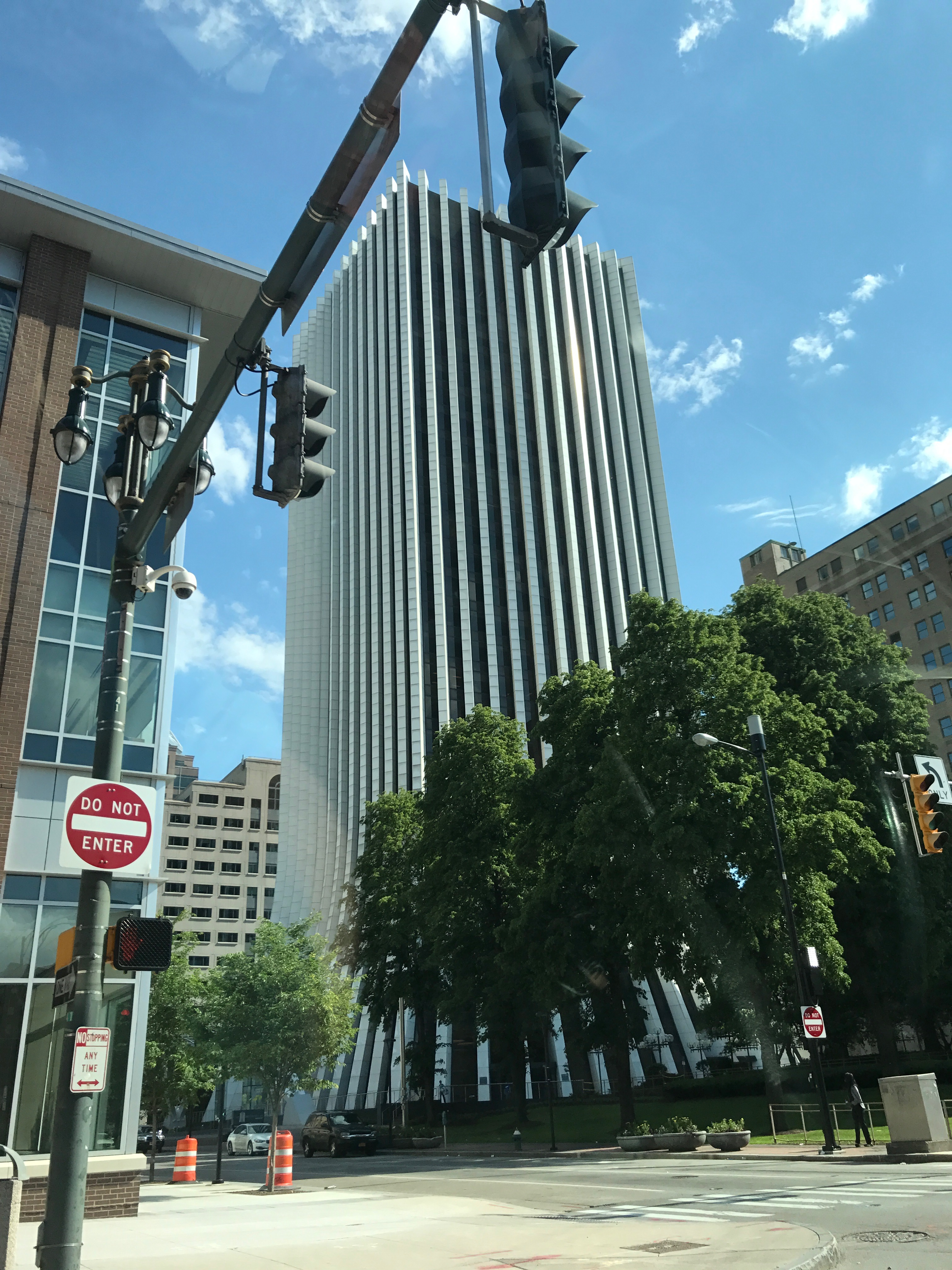
Vista dese la calle
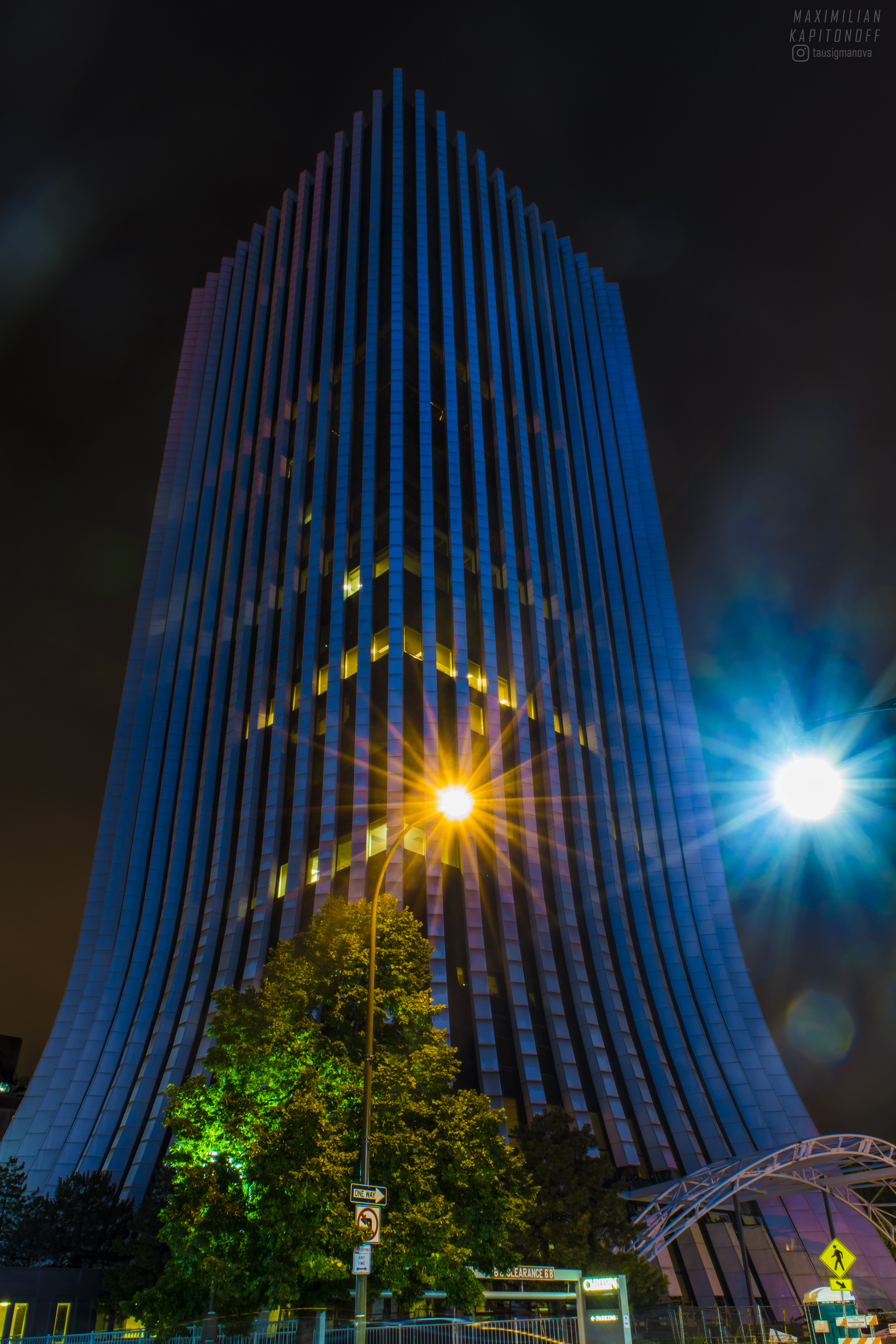
La torre de noche